# 資金槓桿
槓桿（英語：Leverage, )，或稱資金槓桿，是財經會計中的一個專有名詞，是指進行舉債投資的高風險事業或活動。例如操作具有10倍契約保證金或權利金價值的期貨或選擇權商品契約。當遇到投資獲利不如預期時，槓桿作用的乘數效果，會加速企業的虧損以及资金的缺口，並可能影響整體經濟環境。而負債比就是資金槓桿的一個指標，負債比越高，槓桿效應越強。
資金槓桿的乘數效應是雙向的：若企業借貸資金的收益達到或超過預期，則股東獲得的回報將會提升；反之，若收益低於預期或發生虧損，則可能面臨運營中斷，甚至清算或破產，造成股東的投資化為泡影。
槓桿作為一個多面向且複雜的工具，因其能夠放大收益與損失，因此自然人和企業經營者應該嚴肅看待這一比率。在企業擴張或進行併購時，應謹慎評估其決策對負債比的影響；而對於首次投資者，通常建議避免使用槓桿，直至積累足夠經驗。

## 評估
衡量一家企業資金槓桿的一種方式如下：
{\displaystyle {\text{負債淨值比}}={\frac {\text{長期負債}}{\text{股東權益}}}}
這一比率反映了企業資源中由負債提供的比重，比重越高，代表資金槓桿越大。由於負債所帶來的資金需承擔固定的利息費用，從股東的角度看，當企業營運獲利良好時，可以實現以小搏大的效果。然而，固定的利息支出可能成為企業無法輕易擺脫的負擔，這也是槓桿效應的雙向特性。
通過資產負債表的分析，投資者可以研究各種公司帳簿上的債務和股權，許多統計數據都有助於投資者確定公司如何部署資本以及公司借入了多少資本；而為了正確評估這些數據，槓桿的分類亦是必要，包含有二種類型：
- 運營槓桿（英語：operating leverage)：可通過將公司每股盈餘的百分比變化除以其息稅前利潤的百分比變化來計算運營槓桿程度；或通過將公司的息稅前利潤除以息稅前利潤減去利息支出來計算。運營槓桿越高，公司每股盈餘的波動性就越大。。
- 財務槓桿（英語：financial leverage)：透過杜邦分析中所使用之權益乘數可衡量財務槓桿。計算出來後，財務槓桿可與總資產周轉率和獲利率相乘，從而得出股本回報率。例如：若一家上市公司的總資產為5億美元，股東權益為2.5億美元，則權益乘數為2.0（即該公司已按股本為其總資產提供一半的資金）。因此，權益乘數越大，財務槓桿越高。

## 對應金融商品
| 標的物   | 商品             | 權益                           | 風險                                       | 常見負債比 |
| -------- | ---------------- | ------------------------------ | ------------------------------------------ | ---------- |
| 房屋     | 個人房屋擔保貸款 | 房屋使用權、增值收益、租金收益 | 資產價格下跌、升息、天災、失業             | 60%～80%   |
| 房屋     | 逆按揭           | 房屋使用權、變現收益           | 早逝、升息、天災                           | 60%～80%   |
| 汽車     | 汽車貸款         | 汽車使用權                     | 折舊、油價上升、盜竊、天災、交通意外、失業 | 60%～80%   |
| 設備     | 融資租貸         | 設備使用權                     | 新技術出現、盜竊、意外損壞、天災           | 0～90%     |
| 股票     | 孖展 / 股票融資  | 分紅權利、增值收益、控制權     | 資產價格下跌、匯率、升息、天災             | 30～80%    |
| 無形資產 | 資產抵押貸款     | 專利、商標、版權、域名的使用權 | 新技術出現、醜聞、法律糾紛、政策變動       | 0～50%     |
| 軟件     | SaaS貸款         | SaaS所得之現金流               | 新技術出現、盜版、法律糾紛、政策變動       | 0～70%     |

## 金融泡沬
利用債務來投資，常被拿來形容的案例有美國次級房屋貸款危機，因美國有大量人民進行房屋貸款(債務)投資房地產，負債比快速提高，引發後續的金融泡沫，經濟大蕭條。近年來資金槓桿被認為是金融泡沫的原因之一，在於2000年代美國發生資產泡沫後，許多專家在研究分析資產價格崩盤的後果，宏觀金融變化，表明在金融深度危機衰退和的資產價格上漲和先前繁榮階段信貸(債務)增長的速度的相互作用。